# Стрельчук Павло Володимирович
Павло́ Володи́мирович Стрельчу́к (8 серпня 1973 — 26 липня 2014) — солдат Збройних сил України, псевдо «Старшина». Учасник російсько-української війни.

## Життєпис
Народився 1973 року в місті Старокостянтинів (також зазначається Кам'янець-Подільський). Закінчив Кам'янець-Подільську ЗОШ № 2, радгосп-технікум, ПДАТА. З кінця 1990-х мешкав у Києві, працював у приватній фірмі.
З початку грудня 2013-го — на Майдані, у складі 15-ї сотні, охороняв намет біля Головпоштамту. У 20-х числах січня-2014 був в охороні Парубія, зазнав поранення ніг від вибуху гранати. Кінцем лютого організував охорону Михайлівського собору — після розстрілів 18—21 лютого утворилося містечко з гарячою кухнею та наметами, продуктовим складом. Потрапив у групу швидкого реагування «Яструб», переважно базувалася в Жовтневому палаці. У складі групи здійснив чимало операцій з контролю порядку на Майдані весною-2014, ловив диверсантів та аферистів, передаючи їх у відповідні органи.
У червні 2014-го невелика група «Яструба», в якій був Стрельчук, вчиняла диверсії у «ЛНР». За 3 тижні повернувся у Київ, 12 червня пішов добровольцем, гранатометник, 24-й батальйон територіальної оборони «Айдар». Опікувався вивезенням з передової поранених та загиблих вояків.
26 липня 2014-го загинув біля міста Щастя під час вивезення поранених — від ран, несумісних з життям, внаслідок аварії. Лікарі боролися за його життя пів доби — зі шпиталю у Щасті після операції вертольотом доправили до Харкова, у повітрі двічі проводили реанімацію. Помер у Харкові.
Без Павла лишились дружина Юлія, двоє дітей — Катерина (1996 р.н.) і Олексій (2002 р.н.).
29 липня 2014-го похований у місті Кам'янець-Подільський на алеї Слави.

## Нагороди та вшанування
За особисту мужність і героїзм, виявлені у захисті державного суверенітету та територіальної цілісності України, вірність військовій присязі під час російсько-української війни, відзначений — нагороджений
- орденом «За мужність» III ступеня (посмертно)
- звання «Почесний громадянин міста Кам'янця-Подільського»
- 23 грудня в Кам'янець-Подільській ЗОШ № 2 імені Т. Шевченка відкрито меморіальну дошку Павлові Стрельчуку